# Mercyful Fate
Pour l'album, voir Mercyful Fate (EP).
Mercyful Fate est un groupe de heavy metal danois, originaire de Copenhague, formé en 1981 par le chanteur King Diamond et le guitariste Hank Shermann,. Influencé par le rock progressif et le hard rock, avec des paroles liées au satanisme et à l'occultisme,, Mercyful Fate est un groupe pionnier de la première vague du black metal au milieu des années 1980. La plupart des groupes liés à ce mouvement créent une influence sur le black metal dans les années 1990, en particulier en Norvège,. Depuis sa création en 1981, Mercyful Fate fait paraître au total sept albums studio, deux extended plays et quatre compilations.
Après de nombreux changements dans leur line-up et plusieurs enregistrements de démos auto-produits, Mercyful Fate fait paraître son premier EP éponyme intitulé Mercyful Fate en 1982, avec le line-up composé de King Diamond (chant), Hank Shermann (guitare), Michael Denner (guitare), Timi Hansen (basse) et Kim Ruzz (batterie). Avec ce line-up, le groupe enregistre ces deux premiers albums studio — Melissa en 1983, et Don't Break the Oath en 1984 — jusqu'en 1985, année durant laquelle le groupe se sépare à la suite de différences dans les goûts musicaux. En 1993, quatre des cinq membres de Mercyful Fate se réunissent de nouveau pour enregistrer l'album In the Shadows, paru la même année. Durant les années 1990, le groupe fait paraître quatre albums studio de plus, et change encore de line-up. Après 1999 et la tournée de leur dernier album en date : 9, l'activité de Mercyful Fate reste en suspens, mais reprend de temps à autre durant les années 2000.
En 2020, le groupe se reforme officiellement autour de Diamond / Shermann et reprend les tournées. Un nouvel album est en préparation.

## Biographie

### Débuts (1981-1985)
Mercyful Fate est formé à Copenhague, au Danemark, en 1981, à la suite de la dissolution du groupe Brats. Brats était un groupe de punk/metal, composé des futurs membres de Mercyful Fate : le chanteur King Diamond, et les guitaristes Hank Shermann et Michael Denner. Après deux albums studio, et des changements dans le line-up (dont le départ de Denner), Diamond et Shermann commence l'enregistrement de nouveaux morceaux au son plus agressifs. Le label discographique de Brats, CBS, n'apprécie pas leur nouveau son et demande au groupe de chanter en anglais à pour des raisons lucratives. De ce fait, Diamond et Shermann quittent le groupe et forment Mercyful Fate. Après de nombreux changements dans le line-up et enregistrements de démos, Mercyful Fate fait paraître son premier EP Mercyful Fate en 1982,. Ce line-up, composé de King Diamond, Hank Shermann, du bassiste Timi Hansen, du batteur Kim Ruzz et du guitariste Michael Denner commencent l'enregistrement des deux premiers albums studio du groupe.
En juillet 1983, Mercyful Fate enregistre son premier album au label Easy Sound Recording, à Copenhague, au Danemark. Intitulé Melissa, l'album est produit par Henrik Lund et commercialisé le 30 octobre 1983 chez Roadrunner Records. Après quelques concerts au Danemark, Mercyful Fate entre en studio en mai 1984 pour enregistrer son second album, Don't Break the Oath, commercialisé le 7 septembre 1984. Lors de la tournée promotionnelle pour l'album, le groupe joue aux États-Unis pendant deux mois et participe à quelques festivals en Allemagne. Malgré sa popularisation mondiale, Mercyful Fate se dissout en avril 1985, à la suite de différends musicaux,,. Le guitariste Hank Shermann voulant jouer une musique plus commerciale, King Diamond refuse et annonce son départ de Mercyful Fate, ce qui mène le groupe à la dissolution.

### Après dissolution (1985-1992)
À la suite de la dissolution de Mercyful Fate en 1985, King Diamond, aux côtés de Michael Denner et Timi Hansen, forme le groupe homonyme King Diamond,. Denner et Hansen restent dans le groupe jusqu'à la sortie de l'album Abigail en 1987, puis quittent le groupe, laissant King Diamond seul. Ils sont remplacés par Mike Moon et Hal Patino, respectivement, et King Diamond continue la parution de nouveaux albums Mercyful Fate même après cette nouvelle formation. Après avoir laissé King Diamond, Michael Denner ouvre une boutique de disques à Copenhague, jusqu'en 1988, année durant laquelle il fonde le groupe Lavina (plus tard nommé Zoser Mez), avec Hank Shermann,. Hank Shermann fonde le groupe de hard rock Fate en 1985, après avoir quitté Mercyful Fate. Avec Fate, Shermann a fait paraître deux albums : Fate en 1985, et A Matter of Attitude en 1986. Après avoir quitté le groupe, Shermann se joint à Michael Denner pour former Lavina.
Pendant l'inactivité de Mercyful Fate, Roadrunner Records fait paraître trois compilations musicales en son nom. The Beginning est commercialisé le 24 juin 1987, présentant quelques pistes de l'EP auto-produit du groupe en 1982, et quelques enregistrements rares en live et en studio. Le 12 mai 1992, Return of the Vampire, une autre compilation composée d'enregistrements en studio, est commercialisée. Le 6 octobre 1992, Roadrunner fait paraître A Dangerous Meeting ; un split, composé de pistes de Mercyful Fate et de King Diamond.

### Réunion (1993-1999)

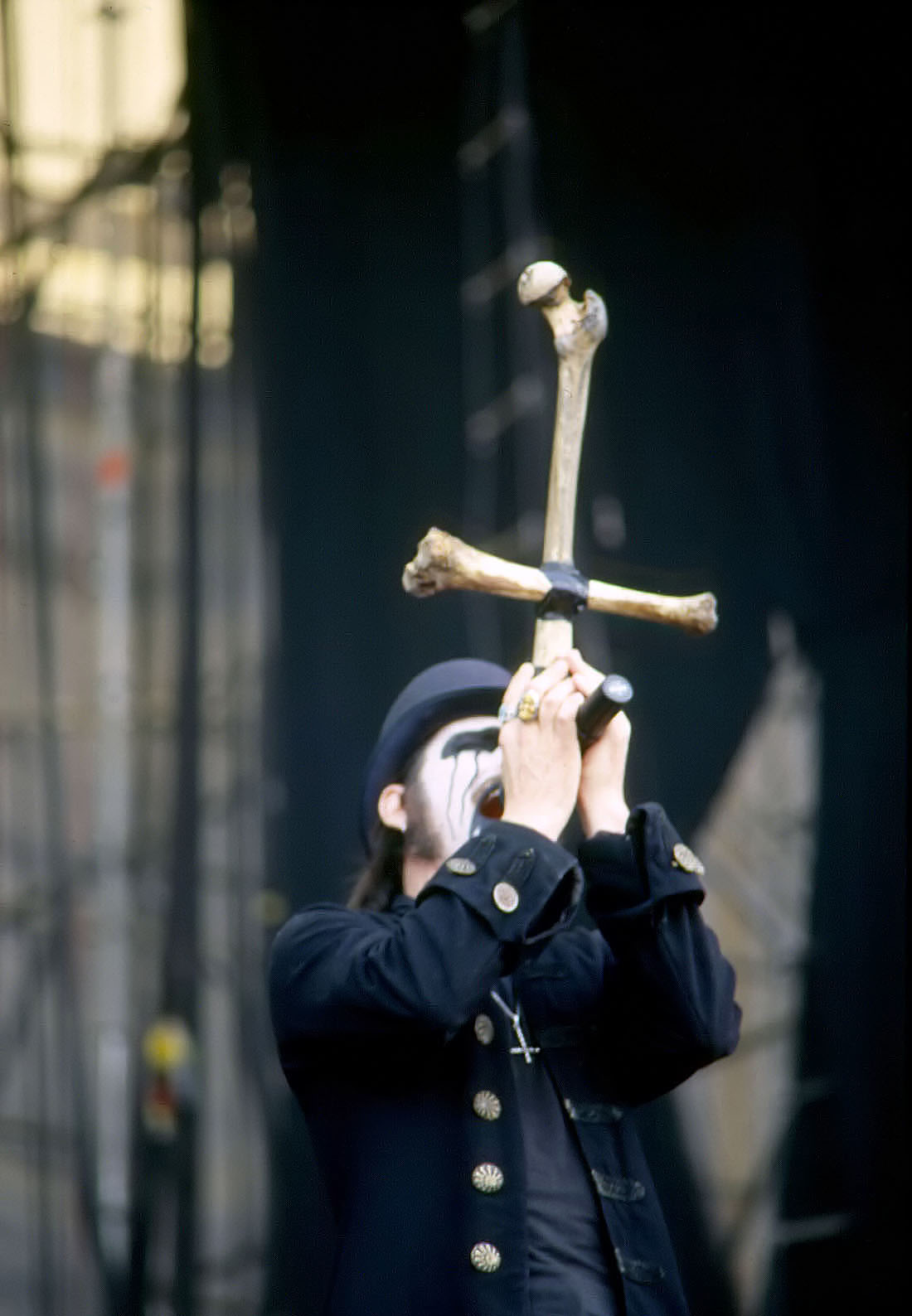
Le chanteur King Diamond, en 1999.

En 1993, King Diamond, Hank Shermann, Michael Denner et Timi Hansen se réunissent pour former de nouveau Mercyful Fate (le batteur Kim Ruzz étant remplacé par Morten Nielsen),. De cette nouvelle formation, l'album In the Shadows, est commercialisé le 22 juin 1993, chez Metal Blade Records. L'album présente également une brève apparition du batteur Lars Ulrich du groupe Metallica  pour la piste Return of the Vampire. Pour la tournée promotionnelle de l'album, Morten Nielsen est remplacé à la suite d'une blessure à la jambe par le batteur de King Diamond Snowy Shaw. Le bassiste Timi Hansen, ne souhaitant pas participer à la tournée, est également remplacé par Sharlee D'Angelo,. Le 27 juin 1994, le groupe fait paraître The Bell Witch, un EP composé de pistes live, et des enregistrements en studio de l'album In the Shadows.
Le 25 septembre 1994, Mercyful Fate fait paraître l'album Time, enregistré et mixé par Dallas Sound Lab de mai à août 1994. Après la parution de l'album, le batteur Snowy Shaw est remplacé par Bjarne T. Holm pour le Time Tour. Holm était demandé pour former Mercyful Fate en 1981, mais a décliné l'offre. Le groupe passe les mois de janvier et février 1996 à l'enregistrement et le mixage de l'album Into the Unknown, par la suite commercialisé le 20 août 1996. Après la parution de l'album, le guitariste Michael Denner quitte le groupe et se voit remplacer par Mike Wead. En octobre 1997, Mercyful Fate commence l'enregistrement de l'album Dead Again au Nomad Recording Studio de Carrollton (Texas). Dead Again paraît le 9 juin 1998. En février 1999, Mercyful Fate commence l'enregistrement de l'album 9, par la suite paru le 9 mai 1999.

### Dernières activités (1999-présent)
À la suite de la tournée promotionnelle pour l'album 9, l'activité de Mercyful Fate est en suspens. King Diamond se concentre sur son groupe éponyme, aux côtés du guitariste Mike Wead, qui a rejoint le groupe pendant la tournée pour l'album House of God. Hank Shermann et Bjarne T. Holm se réunissent avec Michael Denner pour former Force of Evil, tandis que Sharlee D'Angelo se joint au groupe Arch Enemy. Concernant l'activité du groupe en 2008, Diamond explique que Mercyful Fate est en actuelle « hibernation », et qu'il n'est « définitivement ni mort, ni enterré. » En août 2008, le batteur Lars Ulrich de Metallica demande à King Diamond si Mercyful Fate se sentirait capable de participer à la liste des titres du jeu vidéo Guitar Hero: Metallica d'Activision. Ulrich leur demande deux de leurs chansons pour le jeu. Incapable de retrouver ces chansons, Diamond propose à Activision des chansons ré-enregistrées et, de ce fait, King Diamond, Hank Shermann, Michael Denner, Timi Hansen et Bjarne T. Holm se réunissent de nouveau pour enregistrer Evil et Curse of the Pharaohs. King Diamond est également un personnage jouable dans le jeu.
Le 7 décembre 2011, King Diamond, Hank Shermann, Michael Denner et Timi Hansen participe au concert de Metallica pour leur 30e anniversaire, au Fillmore de San Francisco, durant lequel ils y ont joué de nombreuses chansons de Mercyful Fate.
Reformation (2020)
Le 1er août 2019, King Diamond indique sur son Facebook officiel que Mercyful Fate se réformaient pour se produire au festival Copenhell de 2020. Une tournée des festivals d'été 2020 est prévue, finalement repoussée en 2022 dû à la pandémie de COVID-19. De ce retour réussi s'ensuit une tournée aux États-Unis. Un nouvel album (titre à venir) est en préparation.

## Style et postérité
Mercyful Fate est un groupe pionnier de la première vague du black metal, aux côtés d'autres groupes tels que Venom, Bathory et Hellhammer. La plupart de ces groupes ont aidé à établir le style sur lequel de futurs artistes pouvaient se baser. Contrairement aux autres groupes de la première vague, des éléments typiques du style Mercyful Fate sont des influences du rock progressif, du hard rock des années 1970, et du heavy metal traditionnel. Les chansons du groupe présentent des paroles liées au satanisme et à l'occultisme,. Mercyful Fate est un groupe pionnier du black metal,.
De nombreux artistes ont cité Mercyful Fate comme leur inspiration. Kerry King, le guitariste du groupe de thrash metal Slayer, explique que Jeff Hanneman et lui étaient de grands fans de Mercyful Fate du temps où Slayer enregistrait l'album Hell Awaits, tellement que l'album a été très influencé par Mercyful Fate.

## Formation
Membres actuels :
- King Diamond - chant, clavier (1981–1985, depuis 1993)[9]
- Hank Shermann - guitare (1981–1985, depuis 1993)[9]
- Becky Baldwin - basse (depuis 2022)[9]
- Bjarne T. Holm - batterie (depuis 1994)[9]
- Mike Wead - guitare (depuis 1996)[9]

Anciens membres :
- Carsten Van Der Volsing - guitare (1981)[9]
- Ole Frausing - batterie
- Jan Lindblad - batterie (1981)[19]
- Timi Hansen - basse (1981–1985, 1993, 2008, 2011)[9] † (04/11/2019)
- Nick Smith - batterie (1981)[9]
- Kim Ruzz - batterie (1981–1985)[9]
- Benny Petersen - guitare (1981-1982)[9]
- Michael Denner - guitare (1982–1985, 1993–1996, 2008, 2011)[9]
- Morten Nielsen - batterie (1993)[9]
- Snowy Shaw - batterie (1993–1994)[9]
- Sharlee D'Angelo - Basse (1993)

Évolution du line-up

## Discographie

### Albums studio
- 1983 - Melissa
- 1984 - Don't Break the Oath
- 1993 - In the Shadows
- 1994 - Time
- 1996 - Into the Unknown
- 1998 - Dead Again
- 1999 - 9

### EPs
- 1982 - Mercyful Fate
- 1994 - The Bell Witch

### Compilations
- 1987 - The Beginning
- 1992 - Return of the Vampire
- 1992 - A Dangerous Meeting
- 2003 - The Best of Mercyful Fate